# Березино (Брянская область)
Березино — крупная деревня в Дятьковском районе Брянской области. Расположена в 2 километрах северо-восточнее города Фокино. Является центром сельского поселения, в составе которого находится также село Пупково.

## История
Деревня упоминается с XVII века в составе Батоговской волости Брянского уезда (первоначальное название — Сидорова); с 1777 по 1922 входила в состав Жиздринского уезда (Калужской, с 1920 — Брянской губернии), в том числе с 1861 — в составе Пупковской волости. С 1922 включена в Бежицкий уезд (Любохонская, с 1924 Дятьковская волость); с 1929 в Дятьковском районе.

## Население
| 2010 | 2013  |
| ---- | ----- |
| 1742 | ↗2213 |

## Сегодня

Садовая улица

Основные работодатели жителей деревни: совхоз и предприятие города Фокино — цементный завод. В деревне имеется библиотека, школа, детсад, почта, клуб и управление совхоза. В деревне есть 6 улиц: Керамическая, Садовая, Октябрьская, Партизанская, Первомайская и Строителей. Недалеко от деревни расположены песчаный и глиняный карьеры. Со времён войны деревня окружена окопами. С городом Фокино осуществляется автобусное сообщение с интервалом в 30 минут.